# Spider-Man w filmie
Fikcyjna postać Spider-Mana, superbohater z komiksów wydawnictwa Marvel Comics, stworzony przez Stana Lee i Steve’a Ditko, jest głównym bohaterem wielu filmów zarówno kinowych, jak i telewizyjnych.
Pierwszym aktorem, który zagrał Petera Parkera / Spider-Mana był Nicholas Hammond, który zagrał w trzech filmach telewizyjnych, które są odcinkami serialu telewizyjnego The Amazing Spider-Man (1977–1978). W 1978 roku Toei Company stworzyła filmowy spin-off serialu telewizyjnego Spider-Man (1978–1979) o tym samym tytule z Shinji Todō jako Takuyi Yamashiro / Spider-Man. W latach osiemdziesiątych i dziewięćdziesiątych podejmowano wiele kinowych prób ekranizacji postaci, jednak nie dochodziły one do skutku. W 1999 roku Sony Pictures Entertainment nabyło prawa filmowe do postaci i w kolejnych latach stworzyło dwie serie filmowe: trylogię Spider-Man Sama Raimiego w latach 2002–2007 z Tobeyem Maguire’em w roli głównej oraz filmy Niesamowity Spider-Man Marca Webba w latach 2012–2014 z udziałem Andrew Garfielda.
W lutym 2015 roku The Walt Disney Company i Marvel Studios zawarły umowę z Sony Pictures dotyczącą postaci, która pozwoliła na jej integrację we franczyzę Filmowego Uniwersum Marvela. W latach 2016–2021 powstało sześć filmów z udziałem tego superbohatera, w tym trzy solowe produkcje. Petera Parkera / Spider-Mana zagrał Tom Holland. W 2021 roku ujawniono, że studia planują dalszą współpracę.
W kwietniu 2015 roku poinformowano o planach na film animowany od Sony Pictures Animation. W 2018 roku zadebiutował Spider-Man Uniwersum. Dwie kolejne części zaplanowane są na 2023 i 2024 rok. Głównym bohaterem jest wersja „Ultimate” postaci – Miles Morales, któremu głosu użyczył Shameik Moore. W filmach pojawiają się również inne wersje Spider-Mana.
Filmy o Spider-Manie zostały przeważnie dobrze przyjęte przez krytyków. Osiem solowych filmów, wydanych w latach 2002–2019 zarobiło w sumie ponad 6,3 miliarda dolarów.

## Wczesne filmy telewizyjne i japoński Spider-Man (1977–1980)
| Tytuł                              | Data premiery                                                            | Reżyseria       | Scenariusz       | Producent                                               | Przypisy          |
| ---------------------------------- | ------------------------------------------------------------------------ | --------------- | ---------------- | ------------------------------------------------------- | ----------------- |
| Spider-Man                         | 14 września 1977 (Stany Zjednoczone)                                     | E.W. Swackhamer | Alvin Boretz     | Charles W. Fries, Daniel R. Goodman, Edward J. Montagne | [ 1 ] [ 2 ]       |
| Spider-Man Strikes Back            | 5/12 kwietnia 1978 (Stany Zjednoczone) 14 grudnia 1978 (Wielka Brytania) | Ron Satlof      | Robert Janes     | Robert Janes, Ron Satlof                                | [ 3 ] [ 4 ] [ 2 ] |
| Spider-Man: The Dragon’s Challenge | 6 lipca 1979 (Stany Zjednoczone) 23 czerwca 1980 (Wielka Brytania)       | Don McDoughall  | Lionel E. Siegel | Lionel E. Siegel                                        | [ 5 ] [ 6 ] [ 2 ] |
| Spider-Man                         | 22 lipca 1978 (Japonia)                                                  | Kōichi Takemoto | Susumu Takaku    | Susumu Yoshikawa                                        | [ 7 ] [ 8 ] [ 9 ] |

Pod koniec lat siedemdziesiątych powstały dwa fabularne seriale telewizyjne. Pierwszy z nich, The Amazing Spider-Man był emitowany w latach 1977–1978 na antenie CBS. Z odcinka pilotowego serialu The Amazing Spider-Man oraz dwuczęściowych odcinków The Deadly Dust i The Chinese Web powstały filmy telewizyjne: Spider-Man, Spider-Man Strikes Back i Spider-Man: The Dragon’s Challenge, które doczekały się dystrybucji kinowej poza Stanami Zjednoczonymi przez Columbia Pictures oraz wydania VHS. Nicholas Hammond wcielił się w Petera Parkera / Spider-Mana. Jedynymi postaciami z komiksów, poza Peterem Parkerem / Spider-Manem, które pojawiły się w filmach były: J. Jonah Jamesonen, którego zagrali David White i Robert F. Simon; ciocia May Parker, w którą wcieliła się Jeff Donnell oraz Hilly Hicks jako Joe „Robbie” Robertson.
Drugim serialem, który powstał był japoński Spider-Man z lat 1978–1979, który był luźno inspirowany komiksami. W 1978 roku został wydany jego filmowy spin-off, Spider-Man, który doczekał się dystrybucji kinowej w Japonii. Tytułowym bohaterem był Takuya Yamashiro / Spider-Man, którego zagrał Shinji Tōdō.
Uwagi
1. ↑  Jako pilot telewizyjny.
2. ↑  Jako podwójny odcinek serialu The Deadly Dust.
3. ↑  Jako podwójny odcinek serialu The Chinese Web.

## Filmy fabularne (2002–)

### SeriaSpider-Manw reżyserii Sama Raimiego (2002–2007)
| Tytuł        | Data premiery                                                                 | Reżyseria | Scenariusz                           | Producent                            | Przypisy                                  |
| ------------ | ----------------------------------------------------------------------------- | --------- | ------------------------------------ | ------------------------------------ | ----------------------------------------- |
| Spider-Man   | 29 kwietnia 2002 21 czerwca 2002 (Polska) 3 maja 2002 (Stany Zjednoczone)     | Sam Raimi | David Koepp                          | Laura Ziskin, Ian Bryce              | [ 12 ] [ 13 ] [ 14 ] [ 15 ] [ 16 ] [ 17 ] |
| Spider-Man 2 | 22 czerwca 2004 20 sierpnia 2004 (Polska) 30 czerwca 2004 (Stany Zjednoczone) | Sam Raimi | Alvin Sargent                        | Laura Ziskin, Avi Arad               | [ 18 ] [ 19 ] [ 20 ] [ 21 ]               |
| Spider-Man 3 | 16 kwietnia 2007 4 maja 2007 (Polska) 4 maja 2007 (Stany Zjednoczone)         | Sam Raimi | Sam Raimi, Ivan Raimi, Alvin Sargent | Laura Ziskin, Avi Arad, Grant Curtis | [ 22 ] [ 23 ] [ 24 ] [ 25 ]               |

Logo trylogii Spider-Man

W styczniu 2000 roku Sony Pictures oficjalnie rozpoczęło pracę nad filmem o Spider-Manie i Sam Raimi został zatrudniony na stanowisko reżysera. Całość scenariusza została przypisana Davidowi Koeppowi. W lipcu Tobey Maguire został obsadzony w tytułowej roli. Spider-Man miał premierę w 2002 roku, a w głównych rolach wystąpili również: Willem Dafoe jako główny złoczyńca, Norman Osborn / Zielony Goblin oraz Kirsten Dunst jako Mary Jane Watson, James Franco jako Harry Osborn, Cliff Robertson jako Ben Parker i Rosemary Harris jako May Parker.
W maju 2002 roku studio poinformowało, że powstanie druga część. Raimi powrócił na stanowisku reżysera, a scenariusz napisał Alvin Sargent. Spider-Man 2 miał premierę w 2004 roku. Maguire powrócił w tytułowej roli, a jego przeciwnikiem został Alfred Molina jako Doktor Octopus. W filmie wystąpili ponownie Dunst, Franco i Harris, a do obsady dołączyła Donna Murphy jako Rosalie Octavius. W marcu 2004 roku studio potwierdziło, że planowana jest trzecia część, i że na stanowisku reżysera powróci Raimi, który napisał scenariusz wspólnie z Sargentem i Ivanem Raimim. Spider-Man 3 miał premierę w 2007 roku. Maguire powrócił jako Peter Parker. Głównymi jego przeciwnikami byli Thomas Haden Church jako Sandman i Topher Grace jako Eddie Brock / Venom. Swoje role powtórzyli również: Dunst, Franco, Harris i J.K. Simmons jako J. Jonah Jameson. Bryce Dallas Howard zagrała Gwen Stacy, a James Cromwell wystąpił jako George Stacy.
W 2008 roku rozpoczęto prace nad filmem Spider-Man 4, Raimi miał powrócić na stanowisku reżysera. Maguire i Dunst mieli powtórzyć swoje role z poprzednich części. W październiku tego samego roku James Vanderbilt został zatrudniony do napisania scenariusza. Nad scenariuszem pracowali również David Lindsay-Abaire i Gary Ross. Natomiast Vanderbilt został zobowiązany przez studio do napisania scenariusza do kolejnych filmów, Spider-Man 5 i Spider-Man 6. W grudniu 2009 roku poinformowano, że John Malkovich negocjuje rolę Adriana Toomesa / Vulture’a, a Anne Hathaway ma zagrać Felicję Hardy. W styczniu 2010 roku Sony Pictures ogłosiło, że anulowało dalszą produkcję czwartej części z powodu odejścia Raimiego. Według doniesień zrezygnował on z dalszych prac nad filmem z powodu braku możliwości dotrzymania planowanej premiery w 2011 roku. Nie odpowiadał mu również żaden z czterech zaproponowanych scenariuszy.
W lipcu 2007 roku poinformowano, że planowany jest spin-off trylogii Raimiego skoncentrowanego wokół postaci Eddiego Brocka / Vemoma z Grace’em w głównej roli. Jacob Aaron Estes został zatrudniony do napisania scenariusza. W grudniu 2008 roku zastąpili go Rhett Reese i Paul Wernick. Reżyserią miał zająć się Gary Ross. Jednak projekt w takiej wersji został anulowany.

### SeriaNiesamowity Spider-Manw reżyserii Marca Webba (2012–2014)
| Tytuł                                             | Data premiery                                                              | Reżyseria | Scenariusz                                    | Producent                            | Przypisy                    |
| ------------------------------------------------- | -------------------------------------------------------------------------- | --------- | --------------------------------------------- | ------------------------------------ | --------------------------- |
| Niesamowity Spider-Man The Amazing Spider-Man     | 13 czerwca 2012 4 lipca 2012 (Polska) 3 lipca 2012 (Stany Zjednoczone)     | Marc Webb | James Vanderbilt, Alvin Sargent, Steve Kloves | Avi Arad, Matt Tolmach, Laura Ziskin | [ 37 ] [ 38 ] [ 39 ] [ 40 ] |
| Niesamowity Spider-Man 2 The Amazing Spider-Man 2 | 10 kwietnia 2014 25 kwietnia 2014 (Polska) 2 maja 2014 (Stany Zjednoczone) | Marc Webb | Alex Kurtzman, Roberto Orci, Jeff Pinkner     | Avi Arad, Matt Tolmach               | [ 41 ] [ 42 ] [ 43 ] [ 44 ] |

Logo serii Niesamowity Spider-Man

W styczniu 2010 roku poinformowano, że Sony Pictures planuje reboot serii z nowym aktorem w tytułowej roli z premierą w 2012 roku. Andrew Garfield został obsadzony w tytułowej roli. Głównym złoczyńcą filmu został Curt Connors / Jaszczur, którego zagrał Rhys Ifans. Niesamowity Spider-Man został wyreżyserowany przez Marka Webba, a za scenariusz odpowiadali James Vanderbilt, Alvin Sargent i Steve Kloves. W głównych rolach wystąpili również Emma Stone jako Gwen Stacy, Denis Leary jako George Stacy, Campbell Scott jako Richard Parker, Irrfan Khan jako Rajit Ratha, Martin Sheen jako Ben Parker i Sally Field jako May Parker.
W sierpniu 2011 roku studio wyznaczyło datę premiery sequela. Niesamowity Spider-Man 2 miał premierę w 2014 roku. Garfield powrócił w tytułowej roli, a poza nim swoje role powtórzyli Stone, Scott, Field i Embeth Davidtz jako Mary Parker. Przeciwnikami Spider-Mana byli Max Dillon / Electro zagrany przez Jamiego Foxxa oraz Harry Osborn / Zielony Goblin, w tę rolę wcielił się Dane DeHaan. W głównych rolach wystąpili również: Colm Feore jako Donald Menken i Paul Giamatti jako Aleksei Sytsevich / Rhino. Webb ponownie zajął się reżyserią, a scenariusz napisali Alex Kurtzman, Roberto Orci i Jeff Pinkner.
W 2013 roku studio poinformowało, że Niesamowity Spider-Man 3 będzie miał premierę w 2016 roku. Kurtzman, Orci i Pinkner ponownie mieli zająć się scenariuszem. Wyznaczona została również data czwartej części na 2018 roku. W trakcie rozwoju były również spin-offy serii. Sinister Six miał datę premiery zaplanowaną na 2016 rok. Stanowisko reżysera i scenarzysty objął Drew Goddard. Kurtzman, Orci i Ed Solomon zostali zatrudnieni do napisania scenariusza do Venoma. Kurtzman miał zająć się również jego reżyserią. We wstępnej fazie rozwoju były też filmy o Felicji Hardy / Black Cat ze scenariuszem Lisy Joy Nolan oraz Spider-Man 2099 z zaplanowaną datą premiery na koniec 2017 roku.
Początkowo studio przełożyło datę premiery trzeciej części na 2018 roku bez ustalania daty dla czwartej. Ostatecznie kontynuacje i spin-offy w planowanej wersji zostały anulowane, a studio zdecydowało się na kolejny reboot, tym razem przy współpracy z Marvel Studios.

### Filmowe Uniwersum Marvela (2016–)
| Tytuł                                                       | Data premiery                                                                   | Reżyseria           | Scenariusz                                                                                       | Producent               | Przypisy                                  |
| ----------------------------------------------------------- | ------------------------------------------------------------------------------- | ------------------- | ------------------------------------------------------------------------------------------------ | ----------------------- | ----------------------------------------- |
| Kapitan Ameryka: Wojna bohaterów Captain America: Civil War | 12 kwietnia 2016 6 maja 2016 (Polska) 6 maja 2016 (Stany Zjednoczone)           | Anthony i Joe Russo | Christopher Markus, Stephen McFeely                                                              | Kevin Feige             | [ 53 ] [ 54 ] [ 55 ] [ 56 ]               |
| Spider-Man: Homecoming                                      | 28 czerwca 2017 14 lipca 2017 (Polska) 7 lipca 2017 (Stany Zjednoczone)         | Jon Watts           | Jonathan Goldstein, John Francis Daley, Jon Watts, Christopher Ford, Chris McKenna, Erik Sommers | Kevin Feige, Amy Pascal | [ 57 ] [ 58 ] [ 59 ] [ 60 ]               |
| Avengers: Wojna bez granic Avengers: Infinity War           | 23 kwietnia 2018 26 kwietnia 2018 (Polska) 27 kwietnia 2018 (Stany Zjednoczone) | Anthony i Joe Russo | Christopher Markus, Stephen McFeely                                                              | Kevin Feige             | [ 61 ] [ 62 ] [ 63 ] [ 64 ] [ 65 ]        |
| Avengers: Koniec gry Avengers: Endgame                      | 21 kwietnia 2019 25 kwietnia 2019 (Polska) 26 kwietnia 2019 (Stany Zjednoczone) | Anthony i Joe Russo | Christopher Markus, Stephen McFeely                                                              | Kevin Feige             | [ 66 ] [ 67 ] [ 64 ] [ 65 ]               |
| Spider-Man: Daleko od domu Spider-Man: Far From Home        | 26 czerwca 2019 5 lipca 2019 (Polska) 2 lipca 2019 (Stany Zjednoczone)          | Jon Watts           | Chris McKenna, Erik Sommers                                                                      | Kevin Feige, Amy Pascal | [ 68 ] [ 69 ] [ 70 ] [ 71 ]               |
| Spider-Man: Bez drogi do domu Spider-Man: No Way Home       | 13 grudnia 2021 17 grudnia 2021 (Polska) 17 grudnia 2021 (Stany Zjednoczone)    | Jon Watts           | Chris McKenna, Erik Sommers                                                                      | Kevin Feige, Amy Pascal | [ 72 ] [ 73 ] [ 74 ] [ 75 ] [ 76 ] [ 77 ] |

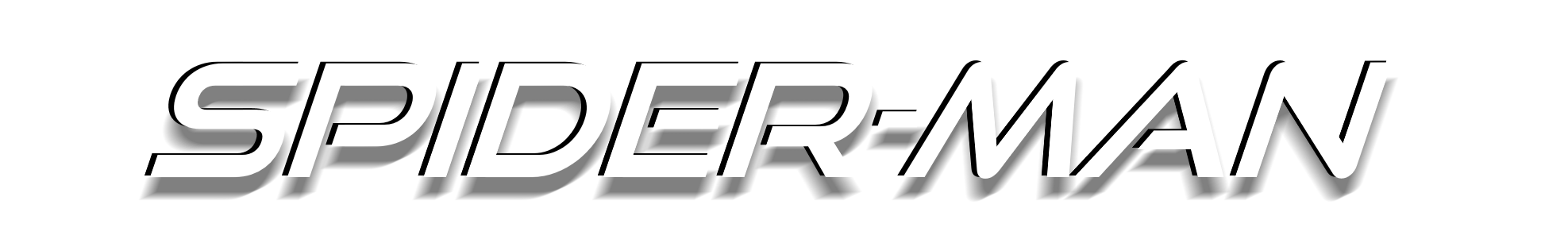
Logo serii o Spider-Manie w MCU

W grudniu 2014 roku wskutek ataku hakerskiego na Sony Pictures pojawiły się informacje, że w związku z niezadowalającymi wynikami finansowymi, studio postanowiło anulować plany dotyczące kontynuacji i spin-offów Niesamowitego Spider-Mana, a zamiast tego wznowić serię w formie rebootu, tym razem przy współpracy z Marvel Studios, w ramach wprowadzenia postaci Spider-Mana do Filmowego Uniwersum Marvela. W lutym 2015 roku została oficjalnie ogłoszona współpraca nad filmem z Marvel Studios, a Kevin Feige i Amy Pascal przejęli odpowiedzialność za produkcję filmu. Ujawniono też, że postać zadebiutuje w filmie Kapitan Ameryka: Wojna bohaterów. Na podstawie umowy między studiami Marvel Studios i Feige zajęli się produkcją filmów ze Spider-Manem finansowanych przez Sony w zamian za 5% z zysków. Należąca do Sony Pictures, Columbia Pictures odpowiadać miała za produkcję wspólnie z Marvel Studios. W kwietniu Feige wyjawił, że film będzie przedstawiał historię nastoletniego Parkera, chodzącego do liceum. W czerwcu poinformowano, że Jon Watts został zatrudniony na stanowisku reżysera, a w roli Petera Parkera / Spider-Mana obsadzono Toma Hollanda.
Wojna bohaterów miała premierę w 2016 roku. W filmie tym, poza Hollandem, pojawiła się Marisa Tomei jako May Parker. Pierwszy solowy film, Spider-Man: Homecoming zadebiutował w 2017 roku. Obok Hollanda i Tomei w filmie wystąpili: Michael Keaton jako główny złoczyńca, Adrian Toomes / Vulture, Zendaya, Jacob Batalon, Donald Glover i Tyne Daly oraz Jon Favreau, Gwyneth Paltrow, Chris Evans, Martin Starr i Robert Downey Jr., którzy powtórzyli swoje role z poprzednich produkcji franczyzy. Scenariusz napisali Watts, Jonathan Goldstein, John Francis Daley, Christopher Ford, Chris McKenna i Erik Sommers.
Holland później zagrał swoją postać w Avengers: Wojna bez granic z 2018 i Avengers: Koniec gry z 2019 roku.
W 2019 roku premierę miał drugi film z serii, Spider-Man: Daleko od domu, ponownie w reżyserii Wattsa i ze scenariuszem McKenny i Sommersa. Przeciwnikiem w filmie został Quentin Beck / Mysterio, którego zagrał Jake Gyllenhaal. Podobnie jak w pierwszej części pojawiły się też inne postacie z franczyzy. Ponownie pojawili się Favreau i Starr, ale również wystąpili: Samuel L. Jackson, Cobie Smulders, Ben Mendelsohn i Sharon Blynn. Poza Hollandem, swoje role z pierwszego filmu powtórzyli również: Tomei, Zendaya i Batalon. W sierpniu 2019 roku studia zakończyły współpracę wskutek braku porozumienia dotyczącego finansów, natomiast miesiąc późnej Disney i Sony zawarły nową umową dotyczącą trzeciej części i jednego dodatkowego filmu, obu jako część MCU. Ma stanowisku reżysera ponownie powrócił Watts, a scenariusz napisali McKenna i Sommers. Spider-Man: Bez drogi do domu zadebiutował w 2021 roku. Z innych filmów franczyzy ponownie wystąpili Favreau i Starr, a dołączyli do nich Benedict Cumberbatch i Benedict Wong. Holland, Tomei, Zendaya i Batalon również powtórzyli swoje role. Ponadto twórcy filmów postanowili przywrócić aktorów i ich postaci z wcześniejszych filmów o Spider-Manie. Tobey Maguire, Willem Dafoe, Alfred Molina i Thomas Haden Church powrócili z filmów w reżyserii Sama Raimiego z lat 2002–2007, a Andrew Garfield, Jamie Foxx, Rhys Ifans powtórzyli role z filmów w reżyserii Marca Webba z lat 2012–2014.
W listopadzie 2021 roku ujawniono, że planowana jest dalsza współpraca z Marvel Studios nad drugą trylogią z Hollandem w tytułowej roli.

## Filmy animowane –Spider-Verse(2018–)
| Tytuł                                                               | Data premiery                                                               | Reżyseria                                           | Scenariusz                                    | Producent                                                                | Przypisy                    |
| ------------------------------------------------------------------- | --------------------------------------------------------------------------- | --------------------------------------------------- | --------------------------------------------- | ------------------------------------------------------------------------ | --------------------------- |
| Spider-Man Uniwersum Spider-Man: Into the Spider-Verse              | 1 grudnia 2018 25 grudnia 2018 (Polska) 14 grudnia 2018 (Stany Zjednoczone) | Bob Persichetti, Peter Ramsey, Rodney Rothman       | Phil Lord, Rodney Rothman                     | Avi Arad, Amy Pascal, Phil Lord, Christopher Miller, Christina Steinberg | [ 91 ] [ 92 ] [ 93 ] [ 94 ] |
| Spider-Man: Poprzez multiwersum Spider-Man: Across the Spider-Verse | 2 czerwca 2023 (Polska) 2 czerwca 2023 (Stany Zjednoczone)                  | Joaquim Dos Santos, Kemp Powers, Justin K. Thompson | David Callaham, Phil Lord, Christopher Miller | Avi Arad, Amy Pascal, Phil Lord, Christopher Miller, Christina Steinberg | [ 95 ] [ 96 ] [ 97 ]        |
| Spider-Man: Beyond the Spider-Verse                                 | BRAK DANYCH                                                                 | Joaquim Dos Santos, Kemp Powers, Justin K. Thompson | David Callaham, Phil Lord, Christopher Miller | Avi Arad, Amy Pascal, Phil Lord, Christopher Miller, Christina Steinberg | [ 95 ] [ 96 ] [ 97 ] [ 98 ] |

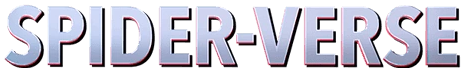
Logo Spider-Verse

W listopadzie 2014 roku pojawiły się pierwsze informacje na temat animowanego filmu o Spider-Manie, przygotowywanego przez duet scenarzystów Phila Lorda i Christophera Millera. Film został oficjalnie potwierdzony w kwietniu 2015 roku. W lipcu 2016 roku ujawniono, że na stanowisko reżysera został zatrudniony Bob Persichetti. W tym samym czasie pojawiły się pierwsze informacje, że film będzie opowiadać o Milesie Moralesie, co studio potwierdziło w styczniu 2017 roku. Poinformowano wtedy również, że współreżyserem filmu został Peter Ramsey. Miesiąc później poinformowano, że przy scenariuszu pracował również Alex Hirsch. W grudniu 2017 roku ujawniono, że w filmie pojawi się kilka inkarnacji postaci Spider-Mana. W tym samym miesiącu ujawniono również, że Rodney Rothman jest trzecim współreżyserem filmu. Spider-Man Uniwersum miał premierę w 2018 roku. W oryginalnej wersji językowej głosów postaciom użyczyli: Shameik Moore jako Miles Morales / Spider-Man, Jake Johnson jako Peter B. Parker / Spider-Man, Hailee Steinfeld jako Gwen Stacy / Spider-Gwen, Mahershala Ali jako Aaron Davis / Prowler, Brian Tyree Henry jako Jefferson Davis, Lily Tomlin jako May Parker, Lauren Vélez jako Rio Morales, John Mulaney jako Peter Porker / Spider-Kwik, Kimiko Glenn jako Peni Parker / SP//dr, Nicolas Cage jako Peter Parker / Spider-Man Noir i Liev Schreiber jako Wilson Fisk / Kingpin.

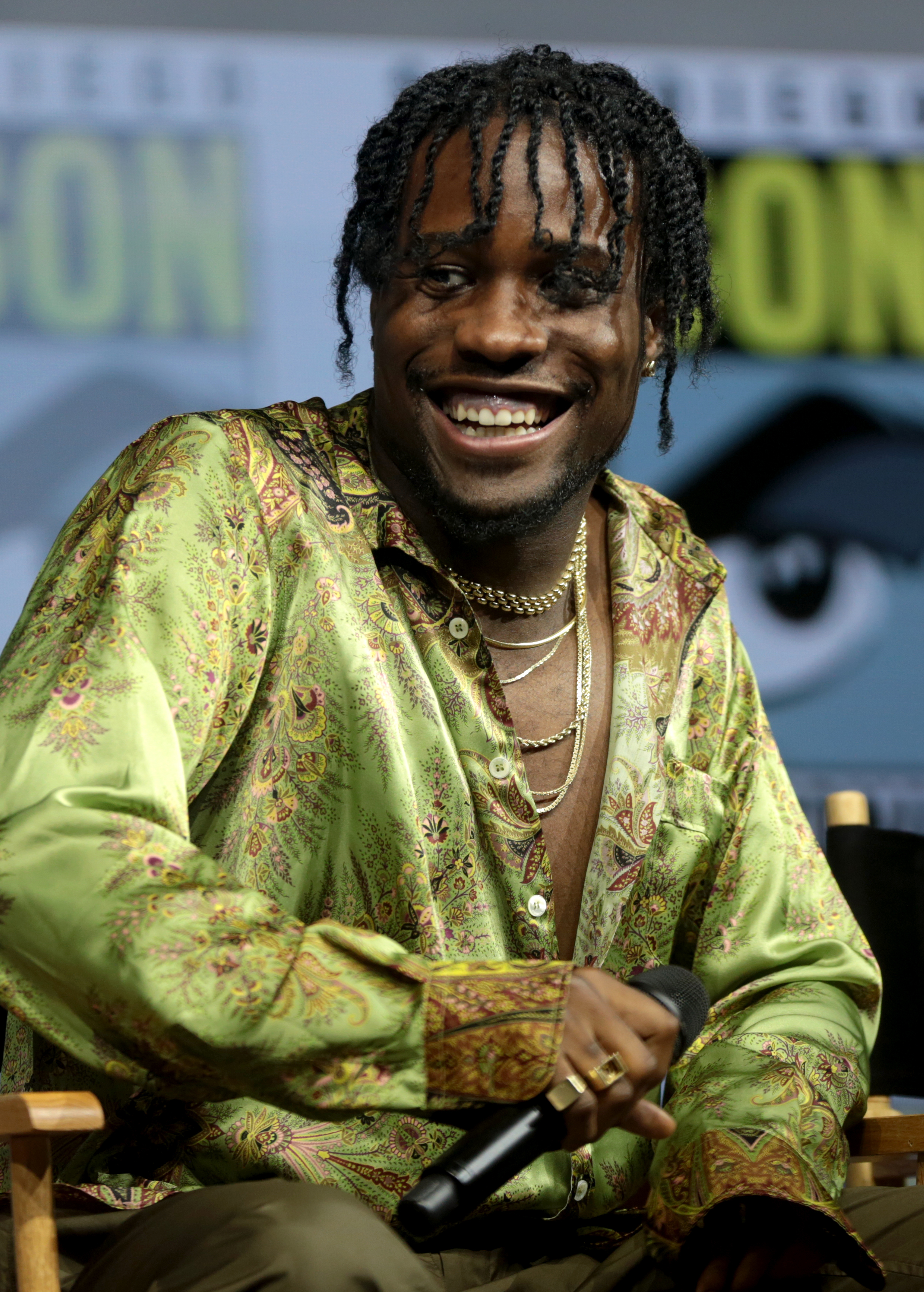
Shameik Moore, głos Milesa Moralesa / Spider-Mana w filmach Spider-Verse

Pod koniec listopada 2018 roku ujawniono, że studio pracuje zarówno nad kontynuacją, jak i nad spin-offem filmu. Joaquim Dos Santos został zatrudniony na stanowisku reżysera kontynuacji, a David Callaham jako jej scenarzysta. Ma ona opowiadać dalszą historię Milesa Moralesa. Spin-off natomiast ma się koncentrować wokół kobiecych postaci uniwersum, takich jak Spider-Gwen, Spider-Woman i Silk. Za jego scenariusz ma odpowiadać Bek Smith. Na początku 2021 roku poinformowano, że Lord i Liller napisali scenariusz razem z Callahamem oraz że Kemp Powers i Justin K. Thompson również odpowiadają za reżyserię.
W grudniu poinformowano, że po napisaniu scenariusza okazało się, że historia jest zbyt obszerna na jeden film i zdecydowano się na rozdzielnie go na dwie części. Spider-Man: Poprzez multiwersum miał premierę w 2023 rok. Moore, Johnson i Steinfeld oraz Oscar Isaac jako Miguel O’Hara / Spider-Man 2099 ponownie udzielili głosów swoim postaciom. Ponadto Issa Rae użyczyła głosu Jessice Drew / Spider-Woman. Druga część, Spider-Man: Beyond the Spider-Verse, miała zadebiutować w 2024 roku, jednak w lipcu 2023 roku Sony Pictures zdecydowało o opóźnieniu premiery filmu.
Po premierze Spider-Man Uniwersum ujawniono, że studio rozważa również serię krótkometrażówek o Spider-Kwiku oraz telewizyjny serial animowany koncentrujący się na postaciach z filmu. W kwietniu 2019 roku Lord i Miller podpisali kontrakt z Sony Pictures Television dotyczący stworzenia seriali animowanych. Do wydania DVD i Blu-ray filmu Spider-Man Uniwersum dołączono film krótkometrażowy Spider-Ham: Caught in a Ham, w którym Mulaney powraca jako głos jako Petera Porkera / Spider-Kwika.

## Pozostałe pojawienia się w filmach
- Od 31 maja 2010 roku pokazywany jest w londyńskim Madame Tussaud krótkometrażowy film animowany, Marvel Super Heroes 4D[112]. Wyświetlany jest on również w filiach w Nowym Jorku od 2012[113] i Singapurze od 2017 roku[114]. Tom Kenny użycza głosu Peterowi Parkerowi / Spider-Manowi[115].
- W filmie Venom (2018) po napisach końcowych pojawia się animowana scena ze Spider-Man Uniwersum, w której głosów użyczają Shameik Moore jako Miles Morales i Jake Johnson jako Peter B. Parker[116].
- W scenie po napisach filmu Venom 2: Carnage (2021) wystąpił Tom Holland jako Peter Parker / Spider-Man[117].

## Obsada

### Filmy telewizyjne i japoński Spider-Man
| Postać                                                               | Spider-Man (1977)                                                    | Spider-Man (1977)                                                    | Spider-Ham Strikes Back (1978)                                       | Spider-Ham Strikes Back (1978)                                       | Spider-Man: The Dragon’s Challenge (1979)                            | Spider-Man: The Dragon’s Challenge (1979)                            | Spider-Man (1978)                                                    | Spider-Man (1978)                                                    |
| przedstawieni w filmach związanych z serialem The Amazing Spider-Man | przedstawieni w filmach związanych z serialem The Amazing Spider-Man | przedstawieni w filmach związanych z serialem The Amazing Spider-Man | przedstawieni w filmach związanych z serialem The Amazing Spider-Man | przedstawieni w filmach związanych z serialem The Amazing Spider-Man | przedstawieni w filmach związanych z serialem The Amazing Spider-Man | przedstawieni w filmach związanych z serialem The Amazing Spider-Man | przedstawieni w filmach związanych z serialem The Amazing Spider-Man | przedstawieni w filmach związanych z serialem The Amazing Spider-Man |
| -------------------------------------------------------------------- | -------------------------------------------------------------------- | -------------------------------------------------------------------- | -------------------------------------------------------------------- | -------------------------------------------------------------------- | -------------------------------------------------------------------- | -------------------------------------------------------------------- | -------------------------------------------------------------------- | -------------------------------------------------------------------- |
| Barbera                                                              | Michael Pataki                                                       | Michael Pataki                                                       | Michael Pataki                                                       | Michael Pataki                                                       |                                                                      |                                                                      |                                                                      |                                                                      |
| Rita Conway                                                          |                                                                      |                                                                      | Chip Fields                                                          | Chip Fields                                                          | Chip Fields                                                          | Chip Fields                                                          |                                                                      |                                                                      |
| J. Jonah Jameson                                                     | David White                                                          | David White                                                          | Robert F. Simon                                                      | Robert F. Simon                                                      | Robert F. Simon                                                      | Robert F. Simon                                                      |                                                                      |                                                                      |
| Julie Masters                                                        |                                                                      |                                                                      |                                                                      |                                                                      | Ellen Bry                                                            | Ellen Bry                                                            |                                                                      |                                                                      |
| May Parker                                                           | Jeff Donnell                                                         | Jeff Donnell                                                         |                                                                      |                                                                      |                                                                      |                                                                      |                                                                      |                                                                      |
| Peter Parker Spider-Man                                              | Nicholas Hammond                                                     | Nicholas Hammond                                                     | Nicholas Hammond                                                     | Nicholas Hammond                                                     | Nicholas Hammond                                                     | Nicholas Hammond                                                     |                                                                      |                                                                      |
| Joe „Robbie” Robertson                                               | Hilly Hicks                                                          | Hilly Hicks                                                          |                                                                      |                                                                      |                                                                      |                                                                      |                                                                      |                                                                      |
| przedstawieni w filmach związanych z serialem Spider-Man             |                                                                      |                                                                      |                                                                      |                                                                      |                                                                      |                                                                      |                                                                      |                                                                      |
| Takuya Yamashiro Spider-Man                                          |                                                                      |                                                                      |                                                                      |                                                                      |                                                                      |                                                                      | Shinji Tōdō                                                          | Shinji Tōdō                                                          |

### Filmy fabularne
| Postać                                               | Seria Spider-Man (2002–2007)               | Seria Spider-Man (2002–2007)               | Seria Spider-Man (2002–2007)               | Seria Spider-Man (2002–2007)               | Seria Spider-Man (2002–2007)               | Seria Spider-Man (2002–2007)               | Seria Niesamowity Spider-Man (2012–2014)   | Seria Niesamowity Spider-Man (2012–2014)   | Seria Niesamowity Spider-Man (2012–2014)   | Seria Niesamowity Spider-Man (2012–2014)   | Filmowe Uniwersum Marvela (2017–)          | Filmowe Uniwersum Marvela (2017–)          | Filmowe Uniwersum Marvela (2017–)          | Filmowe Uniwersum Marvela (2017–)          | Filmowe Uniwersum Marvela (2017–)          | Filmowe Uniwersum Marvela (2017–)          |
| Postać                                               | Spider-Man (2002)                          | Spider-Man (2002)                          | Spider-Man 2 (2004)                        | Spider-Man 2 (2004)                        | Spider-Man 3 (2007)                        | Spider-Man 3 (2007)                        | Niesamowity Spider-Man (2012)              | Niesamowity Spider-Man (2012)              | Niesamowity Spider-Man 2 (2014)            | Niesamowity Spider-Man 2 (2014)            | Spider-Man: Homecoming (2017)              | Spider-Man: Homecoming (2017)              | Spider-Man: Daleko od domu (2019)          | Spider-Man: Daleko od domu (2019)          | Spider-Man: Bez drogi do domu (2021)       | Spider-Man: Bez drogi do domu (2021)       |
| Seria Spider-Man w reżyserii Sama Raimiego           | Seria Spider-Man w reżyserii Sama Raimiego | Seria Spider-Man w reżyserii Sama Raimiego | Seria Spider-Man w reżyserii Sama Raimiego | Seria Spider-Man w reżyserii Sama Raimiego | Seria Spider-Man w reżyserii Sama Raimiego | Seria Spider-Man w reżyserii Sama Raimiego | Seria Spider-Man w reżyserii Sama Raimiego | Seria Spider-Man w reżyserii Sama Raimiego | Seria Spider-Man w reżyserii Sama Raimiego | Seria Spider-Man w reżyserii Sama Raimiego | Seria Spider-Man w reżyserii Sama Raimiego | Seria Spider-Man w reżyserii Sama Raimiego | Seria Spider-Man w reżyserii Sama Raimiego | Seria Spider-Man w reżyserii Sama Raimiego | Seria Spider-Man w reżyserii Sama Raimiego | Seria Spider-Man w reżyserii Sama Raimiego |
| przedstawieni w filmie Spider-Man                    | przedstawieni w filmie Spider-Man          | przedstawieni w filmie Spider-Man          | przedstawieni w filmie Spider-Man          | przedstawieni w filmie Spider-Man          | przedstawieni w filmie Spider-Man          | przedstawieni w filmie Spider-Man          | przedstawieni w filmie Spider-Man          | przedstawieni w filmie Spider-Man          | przedstawieni w filmie Spider-Man          | przedstawieni w filmie Spider-Man          | przedstawieni w filmie Spider-Man          | przedstawieni w filmie Spider-Man          | przedstawieni w filmie Spider-Man          | przedstawieni w filmie Spider-Man          | przedstawieni w filmie Spider-Man          | przedstawieni w filmie Spider-Man          |
| ---------------------------------------------------- | ------------------------------------------ | ------------------------------------------ | ------------------------------------------ | ------------------------------------------ | ------------------------------------------ | ------------------------------------------ | ------------------------------------------ | ------------------------------------------ | ------------------------------------------ | ------------------------------------------ | ------------------------------------------ | ------------------------------------------ | ------------------------------------------ | ------------------------------------------ | ------------------------------------------ | ------------------------------------------ |
| Betty Brant                                          | Elizabeth Banks                            | Elizabeth Banks                            | Elizabeth Banks                            | Elizabeth Banks                            | Elizabeth Banks                            | Elizabeth Banks                            |                                            |                                            |                                            |                                            |                                            |                                            |                                            |                                            |                                            |                                            |
| Dennis Carradine                                     | Michael Papajohn                           | Michael Papajohn                           |                                            |                                            | Michael Papajohn                           | Michael Papajohn                           |                                            |                                            |                                            |                                            |                                            |                                            |                                            |                                            |                                            |                                            |
| Ted Hoffman                                          | Ted Raimi                                  | Ted Raimi                                  | Ted Raimi                                  | Ted Raimi                                  | Ted Raimi                                  | Ted Raimi                                  |                                            |                                            |                                            |                                            |                                            |                                            |                                            |                                            |                                            |                                            |
| Bernard Houseman                                     | John Paxton                                | John Paxton                                | John Paxton                                | John Paxton                                | John Paxton                                | John Paxton                                |                                            |                                            |                                            |                                            |                                            |                                            |                                            |                                            |                                            |                                            |
| J. Jonah Jameson                                     | J.K. Simmons                               | J.K. Simmons                               | J.K. Simmons                               | J.K. Simmons                               | J.K. Simmons                               | J.K. Simmons                               |                                            |                                            |                                            |                                            |                                            |                                            |                                            |                                            |                                            |                                            |
| Harry Osborn Nowy Goblin                             | James Franco                               | James Franco                               | James Franco                               | James Franco                               | James Franco                               | James Franco                               |                                            |                                            |                                            |                                            |                                            |                                            |                                            |                                            |                                            |                                            |
| Norman Osborn Zielony Goblin                         | Willem Dafoe                               | Willem Dafoe                               | Willem Dafoe                               | Willem Dafoe                               | Willem Dafoe                               | Willem Dafoe                               |                                            |                                            |                                            |                                            |                                            |                                            |                                            |                                            | Willem Dafoe                               | Willem Dafoe                               |
| Ben Parker                                           | Cliff Robertson                            | Cliff Robertson                            | Cliff Robertson                            | Cliff Robertson                            | Cliff Robertson                            | Cliff Robertson                            |                                            |                                            |                                            |                                            |                                            |                                            |                                            |                                            |                                            |                                            |
| May Parker                                           | Rosemary Harris                            | Rosemary Harris                            | Rosemary Harris                            | Rosemary Harris                            | Rosemary Harris                            | Rosemary Harris                            |                                            |                                            |                                            |                                            |                                            |                                            |                                            |                                            |                                            |                                            |
| Peter Parker Spider-Man                              | Tobey Maguire                              | Tobey Maguire                              | Tobey Maguire                              | Tobey Maguire                              | Tobey Maguire                              | Tobey Maguire                              |                                            |                                            |                                            |                                            |                                            |                                            |                                            |                                            | Tobey Maguire                              | Tobey Maguire                              |
| Mary Jane Watson                                     | Kirsten Dunst                              | Kirsten Dunst                              | Kirsten Dunst                              | Kirsten Dunst                              | Kirsten Dunst                              | Kirsten Dunst                              |                                            |                                            |                                            |                                            |                                            |                                            |                                            |                                            |                                            |                                            |
| Robbie Robertson                                     | Bill Nunn                                  | Bill Nunn                                  | Bill Nunn                                  | Bill Nunn                                  | Bill Nunn                                  | Bill Nunn                                  |                                            |                                            |                                            |                                            |                                            |                                            |                                            |                                            |                                            |                                            |
| Flash Thompson                                       | Joe Manganiello                            | Joe Manganiello                            |                                            |                                            | Joe Manganiello                            | Joe Manganiello                            |                                            |                                            |                                            |                                            |                                            |                                            |                                            |                                            |                                            |                                            |
| przedstawieni w filmie Spider-Man 2                  |                                            |                                            |                                            |                                            |                                            |                                            |                                            |                                            |                                            |                                            |                                            |                                            |                                            |                                            |                                            |                                            |
| Curt Connors                                         |                                            |                                            | Dylan Baker                                | Dylan Baker                                | Dylan Baker                                | Dylan Baker                                |                                            |                                            |                                            |                                            |                                            |                                            |                                            |                                            |                                            |                                            |
| pan Ditkovitch                                       |                                            |                                            | Elya Baskin                                | Elya Baskin                                | Elya Baskin                                | Elya Baskin                                |                                            |                                            |                                            |                                            |                                            |                                            |                                            |                                            |                                            |                                            |
| Ursula Ditkovitch                                    |                                            |                                            | Mageina Tovah                              | Mageina Tovah                              | Mageina Tovah                              | Mageina Tovah                              |                                            |                                            |                                            |                                            |                                            |                                            |                                            |                                            |                                            |                                            |
| Otto Octavius Doktor Octopus                         |                                            |                                            | Alfred Molina                              | Alfred Molina                              |                                            |                                            |                                            |                                            |                                            |                                            |                                            |                                            |                                            |                                            | Alfred Molina                              | Alfred Molina                              |
| Rosalie Octavius                                     |                                            |                                            | Donna Murphy                               | Donna Murphy                               |                                            |                                            |                                            |                                            |                                            |                                            |                                            |                                            |                                            |                                            |                                            |                                            |
| przedstawieni w filmie Spider-Man 3                  |                                            |                                            |                                            |                                            |                                            |                                            |                                            |                                            |                                            |                                            |                                            |                                            |                                            |                                            |                                            |                                            |
| Eddie Brock Venom                                    |                                            |                                            |                                            |                                            | Topher Grace                               | Topher Grace                               |                                            |                                            |                                            |                                            |                                            |                                            |                                            |                                            |                                            |                                            |
| Flint Marko Sandman                                  |                                            |                                            |                                            |                                            | Thomas Haden Church                        | Thomas Haden Church                        |                                            |                                            |                                            |                                            |                                            |                                            |                                            |                                            | Thomas Haden Church                        | Thomas Haden Church                        |
| Gwen Stacy                                           |                                            |                                            |                                            |                                            | Bryce Dallas Howard                        | Bryce Dallas Howard                        |                                            |                                            |                                            |                                            |                                            |                                            |                                            |                                            |                                            |                                            |
| George Stacy                                         |                                            |                                            |                                            |                                            | James Cromwell                             | James Cromwell                             |                                            |                                            |                                            |                                            |                                            |                                            |                                            |                                            |                                            |                                            |
| Seria Niesamowity Spider-Man w reżyserii Marca Webba |                                            |                                            |                                            |                                            |                                            |                                            |                                            |                                            |                                            |                                            |                                            |                                            |                                            |                                            |                                            |                                            |
| przedstawieni w filmie Niesamowity Spider-Man        |                                            |                                            |                                            |                                            |                                            |                                            |                                            |                                            |                                            |                                            |                                            |                                            |                                            |                                            |                                            |                                            |
| Curt Connors Jaszczur                                |                                            |                                            |                                            |                                            |                                            |                                            | Rhys Ifans                                 | Rhys Ifans                                 |                                            |                                            |                                            |                                            |                                            |                                            | Rhys Ifans                                 | Rhys Ifans                                 |
| Gustav Fiers                                         |                                            |                                            |                                            |                                            |                                            |                                            | Michael Massee                             | Michael Massee                             | Michael Massee                             | Michael Massee                             |                                            |                                            |                                            |                                            |                                            |                                            |
| Ben Parker                                           |                                            |                                            |                                            |                                            |                                            |                                            | Martin Sheen                               | Martin Sheen                               |                                            |                                            |                                            |                                            |                                            |                                            |                                            |                                            |
| Mary Parker                                          |                                            |                                            |                                            |                                            |                                            |                                            | Embeth Davidtz                             | Embeth Davidtz                             | Embeth Davidtz                             | Embeth Davidtz                             |                                            |                                            |                                            |                                            |                                            |                                            |
| May Parker                                           |                                            |                                            |                                            |                                            |                                            |                                            | Sally Field                                | Sally Field                                | Sally Field                                | Sally Field                                |                                            |                                            |                                            |                                            |                                            |                                            |
| Peter Parker Spider-Man                              |                                            |                                            |                                            |                                            |                                            |                                            | Andrew Garfield                            | Andrew Garfield                            | Andrew Garfield                            | Andrew Garfield                            |                                            |                                            |                                            |                                            | Andrew Garfield                            | Andrew Garfield                            |
| Richard Parker                                       |                                            |                                            |                                            |                                            |                                            |                                            | Campbell Scott                             | Campbell Scott                             | Campbell Scott                             | Campbell Scott                             |                                            |                                            |                                            |                                            |                                            |                                            |
| Gwen Stacy                                           |                                            |                                            |                                            |                                            |                                            |                                            | Emma Stone                                 | Emma Stone                                 | Emma Stone                                 | Emma Stone                                 |                                            |                                            |                                            |                                            |                                            |                                            |
| Helen Stacy                                          |                                            |                                            |                                            |                                            |                                            |                                            | Kari Coleman                               | Kari Coleman                               | Kari Coleman                               | Kari Coleman                               |                                            |                                            |                                            |                                            |                                            |                                            |
| George Stacy                                         |                                            |                                            |                                            |                                            |                                            |                                            | Denis Leary                                | Denis Leary                                | Denis Leary                                | Denis Leary                                |                                            |                                            |                                            |                                            |                                            |                                            |
| Rajit Ratha                                          |                                            |                                            |                                            |                                            |                                            |                                            | Irrfan Khan                                | Irrfan Khan                                |                                            |                                            |                                            |                                            |                                            |                                            |                                            |                                            |
| przedstawieni w filmie Niesamowity Spider-Man 2      |                                            |                                            |                                            |                                            |                                            |                                            |                                            |                                            |                                            |                                            |                                            |                                            |                                            |                                            |                                            |                                            |
| Max Dillon Electro                                   |                                            |                                            |                                            |                                            |                                            |                                            |                                            |                                            | Jamie Foxx                                 | Jamie Foxx                                 |                                            |                                            |                                            |                                            | Jamie Foxx                                 | Jamie Foxx                                 |
| Donald Menken                                        |                                            |                                            |                                            |                                            |                                            |                                            |                                            |                                            | Colm Feore                                 | Colm Feore                                 |                                            |                                            |                                            |                                            |                                            |                                            |
| Harry Osborn Zielony Goblin                          |                                            |                                            |                                            |                                            |                                            |                                            |                                            |                                            | Dane DeHaan                                | Dane DeHaan                                |                                            |                                            |                                            |                                            |                                            |                                            |
| Aleksei Sytsevich Rhino                              |                                            |                                            |                                            |                                            |                                            |                                            |                                            |                                            | Paul Giamatti                              | Paul Giamatti                              |                                            |                                            |                                            |                                            |                                            |                                            |
| Filmowe Uniwersum Marvela                            |                                            |                                            |                                            |                                            |                                            |                                            |                                            |                                            |                                            |                                            |                                            |                                            |                                            |                                            |                                            |                                            |
| przedstawieni w innych produkcjach MCU               |                                            |                                            |                                            |                                            |                                            |                                            |                                            |                                            |                                            |                                            |                                            |                                            |                                            |                                            |                                            |                                            |
| Nick Fury                                            |                                            |                                            |                                            |                                            |                                            |                                            |                                            |                                            |                                            |                                            |                                            |                                            | Samuel L. Jackson                          | Samuel L. Jackson                          |                                            |                                            |
| Roger Harrington                                     |                                            |                                            |                                            |                                            |                                            |                                            |                                            |                                            |                                            |                                            | Martin Starr                               | Martin Starr                               | Martin Starr                               | Martin Starr                               | Martin Starr                               | Martin Starr                               |
| Maria Hill                                           |                                            |                                            |                                            |                                            |                                            |                                            |                                            |                                            |                                            |                                            |                                            |                                            | Cobie Smulders                             | Cobie Smulders                             |                                            |                                            |
| Harold „Happy” Hogan                                 |                                            |                                            |                                            |                                            |                                            |                                            |                                            |                                            |                                            |                                            | Jon Favreau                                | Jon Favreau                                | Jon Favreau                                | Jon Favreau                                | Jon Favreau                                | Jon Favreau                                |
| Matt Murdock                                         |                                            |                                            |                                            |                                            |                                            |                                            |                                            |                                            |                                            |                                            |                                            |                                            |                                            |                                            | Charlie Cox                                | Charlie Cox                                |
| May Parker                                           |                                            |                                            |                                            |                                            |                                            |                                            |                                            |                                            |                                            |                                            | Marisa Tomei                               | Marisa Tomei                               | Marisa Tomei                               | Marisa Tomei                               | Marisa Tomei                               | Marisa Tomei                               |
| Peter Parker Spider-Man                              |                                            |                                            |                                            |                                            |                                            |                                            |                                            |                                            |                                            |                                            | Tom Holland                                | Tom Holland                                | Tom Holland                                | Tom Holland                                | Tom Holland                                | Tom Holland                                |
| Tony Stark Iron Man                                  |                                            |                                            |                                            |                                            |                                            |                                            |                                            |                                            |                                            |                                            | Robert Downey Jr.                          | Robert Downey Jr.                          |                                            |                                            |                                            |                                            |
| Stephen Strange                                      |                                            |                                            |                                            |                                            |                                            |                                            |                                            |                                            |                                            |                                            |                                            |                                            |                                            |                                            | Benedict Cumberbatch                       | Benedict Cumberbatch                       |
| Wong                                                 |                                            |                                            |                                            |                                            |                                            |                                            |                                            |                                            |                                            |                                            |                                            |                                            |                                            |                                            | Benedict Wong                              | Benedict Wong                              |
| przedstawieni w filmie Spider-Man: Homecoming        |                                            |                                            |                                            |                                            |                                            |                                            |                                            |                                            |                                            |                                            |                                            |                                            |                                            |                                            |                                            |                                            |
| Betty Brandt                                         |                                            |                                            |                                            |                                            |                                            |                                            |                                            |                                            |                                            |                                            | Angourie Rice                              | Angourie Rice                              | Angourie Rice                              | Angourie Rice                              | Angourie Rice                              | Angourie Rice                              |
| Aaron Davis                                          |                                            |                                            |                                            |                                            |                                            |                                            |                                            |                                            |                                            |                                            | Donald Glover                              | Donald Glover                              |                                            |                                            |                                            |                                            |
| Anne Marie Hoag                                      |                                            |                                            |                                            |                                            |                                            |                                            |                                            |                                            |                                            |                                            | Tyne Daly                                  | Tyne Daly                                  |                                            |                                            |                                            |                                            |
| Jason Ionello                                        |                                            |                                            |                                            |                                            |                                            |                                            |                                            |                                            |                                            |                                            | Jorge Lendeborg Jr.                        | Jorge Lendeborg Jr.                        | Jorge Lendeborg Jr.                        | Jorge Lendeborg Jr.                        | Jorge Lendeborg Jr.                        | Jorge Lendeborg Jr.                        |
| Michelle „MJ” Jones-Watson                           |                                            |                                            |                                            |                                            |                                            |                                            |                                            |                                            |                                            |                                            | Zendaya                                    | Zendaya                                    | Zendaya                                    | Zendaya                                    | Zendaya                                    | Zendaya                                    |
| Ned Leeds                                            |                                            |                                            |                                            |                                            |                                            |                                            |                                            |                                            |                                            |                                            | Jacob Batalon                              | Jacob Batalon                              | Jacob Batalon                              | Jacob Batalon                              | Jacob Batalon                              | Jacob Batalon                              |
| Eugene „Flash” Thompson                              |                                            |                                            |                                            |                                            |                                            |                                            |                                            |                                            |                                            |                                            | Tony Revolori                              | Tony Revolori                              | Tony Revolori                              | Tony Revolori                              | Tony Revolori                              | Tony Revolori                              |
| Adrian Toomes Vulture                                |                                            |                                            |                                            |                                            |                                            |                                            |                                            |                                            |                                            |                                            | Michael Keaton                             | Michael Keaton                             |                                            |                                            |                                            |                                            |
| Andre Wilson                                         |                                            |                                            |                                            |                                            |                                            |                                            |                                            |                                            |                                            |                                            | Hannibal Buress                            | Hannibal Buress                            |                                            |                                            | Hannibal Buress                            | Hannibal Buress                            |
| przedstawieni w filmie Spider-Man: Daleko od domu    |                                            |                                            |                                            |                                            |                                            |                                            |                                            |                                            |                                            |                                            |                                            |                                            |                                            |                                            |                                            |                                            |
| Quentin Beck Mysterio                                |                                            |                                            |                                            |                                            |                                            |                                            |                                            |                                            |                                            |                                            |                                            |                                            | Jake Gyllenhaal                            | Jake Gyllenhaal                            |                                            |                                            |
| Julius Dell                                          |                                            |                                            |                                            |                                            |                                            |                                            |                                            |                                            |                                            |                                            |                                            |                                            | J.B. Smoove                                | J.B. Smoove                                | J.B. Smoove                                | J.B. Smoove                                |
| J. Jonah Jameson                                     |                                            |                                            |                                            |                                            |                                            |                                            |                                            |                                            |                                            |                                            |                                            |                                            | J.K. Simmons                               | J.K. Simmons                               | J.K. Simmons                               | J.K. Simmons                               |

### Filmy animowane
| Postać                                          | Spider-Man Uniwersum (2018)                  | Spider-Man Uniwersum (2018)                  | Spider-Ham: Caught in a Ham (2019)           | Spider-Ham: Caught in a Ham (2019)           | Spider-Man: Poprzez multiwersum (2023)       | Spider-Man: Poprzez multiwersum (2023)       | Spider-Man: Beyond the Spider-Verse (2024)   | Spider-Man: Beyond the Spider-Verse (2024)   |
| przedstawieni w filmie Spider-Man: Uniwersum    | przedstawieni w filmie Spider-Man: Uniwersum | przedstawieni w filmie Spider-Man: Uniwersum | przedstawieni w filmie Spider-Man: Uniwersum | przedstawieni w filmie Spider-Man: Uniwersum | przedstawieni w filmie Spider-Man: Uniwersum | przedstawieni w filmie Spider-Man: Uniwersum | przedstawieni w filmie Spider-Man: Uniwersum | przedstawieni w filmie Spider-Man: Uniwersum |
| ----------------------------------------------- | -------------------------------------------- | -------------------------------------------- | -------------------------------------------- | -------------------------------------------- | -------------------------------------------- | -------------------------------------------- | -------------------------------------------- | -------------------------------------------- |
| Aaron Davis Prowler                             | Mahershala Ali                               | Mahershala Ali                               |                                              |                                              |                                              |                                              |                                              |                                              |
| Jefferson Davis                                 | Brian Tyree Henry                            | Brian Tyree Henry                            |                                              |                                              |                                              |                                              |                                              |                                              |
| Wilson Fisk Kingpin                             | Liev Schreiber                               | Liev Schreiber                               |                                              |                                              |                                              |                                              |                                              |                                              |
| Miles Morales Spider-Man                        | Shameik Moore                                | Shameik Moore                                |                                              |                                              | Shameik Moore                                | Shameik Moore                                | Shameik Moore                                | Shameik Moore                                |
| Rio Morales                                     | Lauren Vélez                                 | Lauren Vélez                                 |                                              |                                              |                                              |                                              |                                              |                                              |
| Miguel O’Hara Spider-Man 2099                   | Oscar Isaac                                  | Oscar Isaac                                  |                                              |                                              | Oscar Isaac                                  | Oscar Isaac                                  | Oscar Isaac                                  | Oscar Isaac                                  |
| May Parker                                      | Lily Tomlin                                  | Lily Tomlin                                  |                                              |                                              |                                              |                                              |                                              |                                              |
| Peni Parker SP//dr                              | Kimiko Glenn                                 | Kimiko Glenn                                 |                                              |                                              |                                              |                                              |                                              |                                              |
| Peter B. Parker Spider-Man                      | Jake Johnson                                 | Jake Johnson                                 |                                              |                                              | Jake Johnson                                 | Jake Johnson                                 |                                              |                                              |
| Peter Parker Spider-Man Noir                    | Nicolas Cage                                 | Nicolas Cage                                 |                                              |                                              |                                              |                                              |                                              |                                              |
| Peter Porker Spider-Kwik                        | John Mulaney                                 | John Mulaney                                 | John Mulaney                                 | John Mulaney                                 |                                              |                                              |                                              |                                              |
| Gwen Stacy Spider-Gwen                          | Hailee Steinfeld                             | Hailee Steinfeld                             |                                              |                                              | Hailee Steinfeld                             | Hailee Steinfeld                             | Hailee Steinfeld                             | Hailee Steinfeld                             |
| przedstawieni w Spider-Man: Poprzez multiwersum |                                              |                                              |                                              |                                              |                                              |                                              |                                              |                                              |
| Jessica Drew Spider-Woman                       |                                              |                                              |                                              |                                              | Issa Rae                                     | Issa Rae                                     |                                              |                                              |

## Odbiór

### Wyniki Box office
| Film                                                     | Data premiery    | Data premiery    | Dochód         | Dochód           | Budżet [w mln USD] | Przypis |
| Film                                                     | w Polsce         | na świecie       | w Polsce [USD] | na świecie [USD] | Budżet [w mln USD] | Przypis |
| -------------------------------------------------------- | ---------------- | ---------------- | -------------- | ---------------- | ------------------ | ------- |
| Spider-Man                                               | 21 czerwca 2002  | 29 kwietnia 2002 | 1 516 737      | 821 708 551      | 139                | [ 189 ] |
| Spider-Man 2                                             | 20 sierpnia 2004 | 22 czerwca 2004  | 958 651        | 788 618 317      | 200                | [ 190 ] |
| Spider-Man 3                                             | 4 maja 2007      | 16 kwietnia 2007 | 1 470 550      | 894 983 373      | 258                | [ 191 ] |
| Niesamowity Spider-Man (The Amazing Spider-Man)          | 4 lipca 2012     | 13 czerwca 2012  | 1 475 760      | 757 930 663      | 230                | [ 192 ] |
| Niesamowity Spider-Man 2 (The Amazing Spider-Man 2)      | 25 kwietnia 2014 | 10 kwietnia 2014 | 1 607 378      | 708 982 323      | 293                | [ 193 ] |
| Spider-Man: Homecoming                                   | 14 lipca 2017    | 28 czerwca 2017  | 2 692 532      | 880 166 924      | 175                | [ 194 ] |
| Spider-Man Uniwersum (Spider-Man: Into the Spider-Verse) | 25 grudnia 2018  | 1 grudnia 2018   | 1 911 785      | 375 540 831      | 90                 | [ 195 ] |
| Spider-Man: Daleko od domu (Spider-Man: Far From Home)   | 5 lipca 2019     | 26 czerwca 2019  | 4 485 734      | 1 131 927 996    | 160                | [ 196 ] |
| Suma                                                     | Suma             | Suma             | 16 119 127     | 6 359 858 978    | 1 545              |         |

### Oceny krytyków
| Film                                                                  | Rotten Tomatoes     | Rotten Tomatoes | Rotten Tomatoes | Metacritic     | Metacritic     | Przypis         |
| Film                                                                  | procent pozytywnych | średnia         | ilość recenzji  | średnia ważona | ilość recenzji | Przypis         |
| --------------------------------------------------------------------- | ------------------- | --------------- | --------------- | -------------- | -------------- | --------------- |
| Spider-Man                                                            | 90%                 | 7,63/10         | 245             | 73/100         | 38             | [ 197 ] [ 198 ] |
| Spider-Man 2                                                          | 93%                 | 8,3/10          | 273             | 83/100         | 41             | [ 199 ] [ 200 ] |
| Spider-Man 3                                                          | 63%                 | 6,23/10         | 259             | 59/100         | 40             | [ 201 ] [ 202 ] |
| Niesamowity Spider-Man (The Amazing Spider-Man)                       | 73%                 | 6,64/10         | 331             | 66/100         | 42             | [ 203 ] [ 204 ] |
| Niesamowity Spider-Man 2 (The Amazing Spider-Man 2)                   | 51%                 | 5,77/10         | 307             | 53/100         | 50             | [ 205 ] [ 206 ] |
| Spider-Man: Homecoming                                                | 92%                 | 7,7/10          | 390             | 73/100         | 51             | [ 207 ] [ 208 ] |
| Spider-Man Uniwersum (Spider-Man: Into the Spider-Verse)              | 97%                 | 8,8/10          | 398             | 87/100         | 50             | [ 209 ] [ 210 ] |
| Spider-Man: Daleko od domu (Spider-Man: Far From Home)                | 91%                 | 7,4/10          | 457             | 69/100         | 55             | [ 211 ] [ 212 ] |
| Spider-Man: Bez drogi do domu (Spider-Man: No Way Home)               | 93%                 | 7,9/10          | 429             | 71/100         | 60             | [ 213 ] [ 214 ] |
| Spider-Man: Poprzez multiwersum (Spider-Man: Across the Spider-Verse) | 95%                 | 8,6/10          | 390             | 86/100         | 60             | [ 215 ] [ 216 ] |